# ポーレット・デュボスト
ポーレット・デュボスト（Paulette Dubost, 1910年10月8日 - 2011年9月21日）は、フランス・パリ出身の女優。

## 略歴
1926年、ジャン・ルノワール監督の『女優ナナ』で映画に初出演。『北ホテル』『ゲームの規則』『終電車』『五月のミル』など生涯で約160の映画に出演した。
2010年10月にはパリ近郊のロンジュモーの劇場で100歳の誕生日を祝った。
2011年9月21日、ロンジュモーで死去。100歳没。自然死とみられる。

## 主な出演作品
- 女優ナナ Nana (1926)
- ル・バル  Le Bal (1931)
- 北ホテル Hôtel du Nord (1938)
- ゲームの規則 La règle du jeu (1939)
- ジープの四人 Die Vier im Jeep (1951)
- アンリエットの巴里祭 La Fête à Henriette (1952)
- 歴史は女で作られる Lola Montès (1956)
- 殺人鬼に罠をかけろ Maigret tend un piège (1958)
- 制服の処女 Mädchen in Uniform (1958)
- やさしく激しく Tendre et violente Elisabeth (1959)
- 学生たちの道 Le chemin des écoliers (1959)
- 熱い手 La main chaude (1959)
- 城塞の決闘 Le Bossu (1959)
- 草の上の昼食 Le Déjeuner sur l'herbe (1959)
- フランス女性と恋愛 La Française et l'amour (1960)
- メグレ赤い灯を見る Maigret voit rouge (1963)
- ビバ!マリア Viva Maria!(1965)
- 終電車 Le dernier métro (1980)
- 五月のミル Milou en mai (1989)
- 明るい瞳 Les yeux clairs (2005)

## 外部サイト
- Paulette Dubost - IMDb（英語）
- ポーレット・デュボスト - allcinema